# Cryptanthus sanctaluciae
Cryptanthus sanctaluciae är en gräsväxtart som beskrevs av Elton Martinez Carvalho Leme och L.Kollmann. Cryptanthus sanctaluciae ingår i släktet Cryptanthus, och familjen Bromeliaceae. Inga underarter finns listade i Catalogue of Life.